# Erik Bertelsen
Erik „Bertel“ Bertelsen (* 8. August 1912 in Birkerød; † 18. März 1993) war ein dänischer Ichthyologe, der sich vornehmlich mit Tiefseefischen befasste.

## Leben
Bertelsen war der Sohn von Aage Bertelsen (1873–1945) und Karen Dorothea Schmidt (1880–1962). Sein Interesse an der Natur wurde bereits in seiner Kindheit geweckt, als er seinen Vater, einen bekannten Maler, auf seinen Exkursionen mit Staffelei und Pinsel begleitete. Nach seinem Gymnasialabschluss im Jahr 1930 absolvierte Bertelsen ein naturwissenschaftliches Studium. 1932 nahm er an einer fischereibiologischen Expedition zu den Färöern und Island teil, die die Weichen für seine weitere berufliche Karriere stellen sollte. Im selben Jahr wurde er Teilzeitmitarbeiter bei den Sammlungen der Carlsberg-Stiftung aus der Dana-Weltumsegelung in den Jahren 1928 bis 1930. Während der 7. Thule-Expedition im Jahr 1933 führte er faunistische Untersuchungen im Benthos des Angmagssalik-Gebiets durch, die 1935 in Südostgrönland und in den isländischen Fjorden vom Kutter Thor aus fortgesetzt wurden.
1937 erwarb er einen Master-Abschluss in Zoologie und wurde unmittelbar danach fester Mitarbeiter bei den Dana-Sammlungen und dem Dänischen Fischerei- und Meeresforschungsinstitut (Danmarks fiskeri- og havundersøgelser, DFH), wo er 1952 Abteilungsleiter wurde.
Nach dem Tod des Zoologen Åge Vedel Tåning im Jahr 1958 übernahm Bertelsen dessen Position als Direktor des Instituts. Er strebte danach, seine Amtszeit so lange fortzusetzen, bis seine Forderungen bezüglich einer dringend benötigten Aufstockung des wissenschaftlichen und technischen Personals erfüllt wurden.
Im selben Jahr wurde er Mitglied der dänischen Fischerei- und Meeresforschungskommission (Kommissionen for Danmarks fiskeri- og havundersøgelser) und 1966 der Akademie der technischen Wissenschaften. 1971 trat er überraschend von seinem Direktorenposten zurück und wurde wissenschaftlicher Assistent in der Fischabteilung des Zoologischen Museums der Universität Kopenhagen, wo er später eine Position als außerordentlicher Professor erhielt und bis 1982 lehrte. Während seines Studiums setzte er seine Reisen fort, einschließlich fischereibiologischer Expeditionen auf der Dana und anderen Schiffen in der Nordsee und im Nordatlantik bis 1958. In den Jahren 1956 und 1957 führte er Fischuntersuchungen im südlichen Kaspischen Meer durch. Im Jahr 1966 leitete er eine Aalexpedition mit der Dana in die Sargassosee und nahm ab 1964 als Gast an Hochseekreuzfahrten auf US-amerikanischen, deutschen und britischen Schiffen im Indischen Ozean und über den Atlantik teil, was ihm insgesamt mehr als fünf Jahre auf See einbrachte. Darüber hinaus besuchte er regelmäßig fischereibiologische Kongresse und Tagungen in den USA, Kanada, Europa und der Sowjetunion.
Bertelsens wissenschaftliches Werk befasste sich mit der Ökologie des Benthos in Grönland (1937), der Fischereibiologie (einschließlich Studien zum Seelachs) und insbesondere der Morphologie, Systematik, Biologie und Verbreitung von Hochseefischen. In seiner Dissertation über die umfangreiche Sammlung von Tiefsee-Anglerfischen während der Dana-Expedition, The Ceratioid Fishes: Ontogeny, Taxonomy, Distribution and. Biology (1951), erforschte er auch die Entwicklung von Larven und der Männchen, die an den Weibchen parasitieren. Diese Sammlungen der Dana-Expedition dienten auch als Ausgangspunkt für mehrere spätere Werke, zum Teil in Kooperation mit internationalen Forschern, wie der Studie über die bis dahin unerforschte Fischgattung Mirapinna (1956) und der Monografie über die Eidechsenfischfamilie Notosudidae (1976). Eine Arbeit aus dem Jahr 1964 (gemeinsam mit Giles W. Mead und Daniel M. Cohen) gibt einen umfassenden Überblick über die Fortpflanzung von Tiefseefischen. Die zahlreichen Arbeiten in seinem letzten Karriereabschnitt basieren hauptsächlich auf Tiefsee-Material, das mithilfe moderner, effizienterer Fanggeräte gesammelt wurde, insbesondere während Expeditionen, an denen Bertelsen selbst teilnahm. Diese Studien umfassen unter anderem die Monografie über die Gattung Thaumatichthys im Galathea Report (1977). Von 1958 bis 1972 war Bertelsen für die Aufbereitung und den Versand des Materials der Dana-Expedition an Spezialisten im In- und Ausland verantwortlich und leitete von 1958 bis 1992 als Redakteur die staatliche Publikation der Carlsberg-Stiftung, den Dana Report. 1993 erschien sein Kapitel über die Tiefsee-Anglerfische im Werk Encyclopedia of Fishes von John R. Paxton und William N. Eschmeyer.

## Privates
Im September 1939 heiratete Bertelsen in Kopenhagen die Stenografin Ingeborg Bro Larsen (1914–1991). Im März 1993 starb er im Alter von 80 Jahren infolge einer Lungenkrebserkrankung.

## Dedikationsnamen
Nach Bertelsen sind die Gattung Bertella Pietsch, 1971 sowie die Arten Conocara bertelseni Sazonov, 2002, Diaphus bertelseni Nafpaktitis, 1966, Eustomias bertelseni Gibbs, Clarke & Gomon, 1983, Gavialiceps bertelseni Karmovskaya, 1993, Monognathus berteli Nielsen & Hartel, 1996, Parataeniophorus bertelseni Shiganova, 1989, Physiculus bertelseni Shcherbachev, 1993 und Saccopharynx berteli Tighe & Nielsen, 2000 benannt.

## Erstbeschreibungen von Erik Bertelsen
Bertelson war an den Erstbeschreibungen von 68 Fischtaxa beteiligt, darunter:
- Ahliesaurus Bertelsen, Krefft & Marshall, 1976
- Ahliesaurus berryi Bertelsen, Krefft & Marshall, 1976
- Ahliesaurus brevis Bertelsen, Krefft & Marshall, 1976
- Centrophrynidae Bertelsen, 1951
- Danaphryne Bertelsen, 1951
- Eutaeniophorus Bertelsen & Marshall, 1958
- Eutaeniophorus festivus (Bertelsen & Marshall, 1956)
- Gigantactis elsmani Bertelsen, Pietsch & Lavenberg, 1981
- Gigantactis gargantua Bertelsen, Pietsch & Lavenberg, 1981
- Gigantactis gibbsi Bertelsen, Pietsch & Lavenberg, 1981
- Gigantactis golovani Bertelsen, Pietsch & Lavenberg, 1981
- Gigantactis herwigi Bertelsen, Pietsch & Lavenberg, 1981
- Gigantactis ios Bertelsen, Pietsch & Lavenberg, 1981
- Gigantactis kreffti Bertelsen, Pietsch & Lavenberg, 1981
- Gigantactis longicauda Bertelsen & Pietsch, 2002
- Gigantactis meadi Bertelsen, Pietsch & Lavenberg, 1981
- Gigantactis microdontis Bertelsen, Pietsch & Lavenberg, 1981
- Gigantactis paxtoni Bertelsen, Pietsch & Lavenberg, 1981
- Gigantactis savagei Bertelsen, Pietsch & Lavenberg, 1981
- Gigantactis watermani Bertelsen, Pietsch & Lavenberg, 1981
- Himantolophus cornifer Bertelsen & Krefft, 1988
- Himantolophus crinitus Bertelsen & Krefft, 1988
- Himantolophus macroceras Bertelsen & Krefft, 1988
- Himantolophus macroceratoides Bertelsen & Krefft, 1988
- Himantolophus mauli Bertelsen & Krefft, 1988
- Himantolophus melanolophus Bertelsen & Krefft, 1988
- Himantolophus multifurcatus Bertelsen & Krefft, 1988
- Himantolophus nigricornis Bertelsen & Krefft, 1988
- Himantolophus paucifilosus Bertelsen & Krefft, 1988
- Himantolophus pseudalbinares Bertelsen & Krefft, 1988
- Lasiognathus intermedius Bertelsen & Pietsch, 1996
- Linophryne bipennata Bertelsen, 1982
- Linophryne escaramosa Bertelsen, 1982
- Linophryne parini Bertelsen, 1980
- Linophryne pennibarbata Bertelsen, 1980
- Linophryne sexfilis Bertelsen, 1973
- Linophryne trewavasae Bertelsen, 1978
- Microlophichthys andracanthus Bertelsen, 1951
- Mirapinna Bertelsen & Marshall, 1956
- Mirapinna esau Bertelsen & Marshall, 1956
- Monognathus bertini Bertelsen & Nielsen, 1987
- Monognathus boehlkei Bertelsen & Nielsen, 1987
- Monognathus herringi Bertelsen & Nielsen, 1987
- Monognathus nigeli Bertelsen & Nielsen, 1987
- Monognathus ozawai Bertelsen & Nielsen, 1987
- Monognathus rajui Bertelsen & Nielsen, 1987
- Monognathus rosenblatti Bertelsen & Nielsen, 1987
- Monognathus smithi Bertelsen & Nielsen, 1987
- Oneirodes melanocauda Bertelsen, 1951
- Oneirodes posti Bertelsen & Grobecker, 1980
- Parataeniophorus Bertelsen & Marshall, 1956
- Parataeniophorus brevis Bertelsen & Marshall, 1956
- Parataeniophorus gulosus Bertelsen & Marshall, 1956
- Rhynchactis macrothrix Bertelsen & Pietsch, 1998
- Rhynchactis microthrix Bertelsen & Pietsch, 1998
- Saccopharynx lavenbergi Nielsen & Bertelsen, 1985
- Saccopharynx paucovertebratis Nielsen & Bertelsen, 1985
- Saccopharynx ramosus Nielsen & Bertelsen, 1985
- Saccopharynx thalassa Nielsen & Bertelsen, 1985
- Saccopharynx trilobatus Nielsen & Bertelsen, 1985
- Scopelosaurus ahlstromi Bertelsen, Krefft & Marshall, 1976
- Scopelosaurus craddocki Bertelsen, Krefft & Marshall, 1976
- Scopelosaurus gibbsi Bertelsen, Krefft & Marshall, 1976
- Scopelosaurus herwigi Bertelsen, Krefft & Marshall, 1976
- Scopelosaurus hubbsi Bertelsen, Krefft & Marshall, 1976
- Scopelosaurus mauli Bertelsen, Krefft & Marshall, 1976
- Scopelosaurus meadi Bertelsen, Krefft & Marshall, 1976
- Spiniphryne Bertelsen, 1951